# Боровки (Псковская область)
Боровки — деревня в Опочецком районе Псковской области России. Входит в состав Звонской волости.
Расположена в 9 км к юго-востоку от города Опочка, южнее деревни Аристово.
Численность населения по состоянию на 2000 год составляла 11 человек, на 2012 год — 6 человек.